# Oliver Solberg
Oliver Solberg (født 23. september 2001 i Fredrikstad) er en  svensk -  norsk atlet, der konkurrerer i rally og  rallycross under svensk licens. Solberg er søn af den norske motorsportatlet Petter Solberg og hans svenske kone, tidligere rallykører Pernilla Solberg.
På grund af sin unge alder kører Solberg en lettisk licens. Letland har en lavere aldersgrænse end Norge for både rally og rallycross, mens man i Sverige kan køre rally fra 16 år, men ikke i så kraftige biler som tilladt i Letland. 
Solberg kom med i det svenske juniorlandslag til rally i 2017.